# Imsouhal
Imsouhal là một đô thị thuộc tỉnh Tizi Ouzou, Algérie. Dân số thời điểm năm 2002 là 7.53 người.